# Mesolouri
Mesolouri (griechisch Μεσολούρι (n. sg.)) ist ein Dorf in der griechischen Gemeinde Grevena in Westmakedonien mit 33 Einwohnern. Von 1918 bis 2010 war es eine selbständige Landgemeinde (kinotita), seither hat es den Status eines Gemeindebezirks.